# Takahiro Obata
Takahiro Obata (Oita, Japón; 1984) es un compositor, arreglista musical y tecladista conocido por componer la banda sonora de varias series de televisión, películas, videojuegos, giras en vivo, dramas japoneses y animes en Japón. Su trabajo ha podido ser reconocido internacionalmente, principalmente por haber compuesto y haber arreglado la banda Sonora del anime The Promised Neverland, durante su primera y segunda temporada; así como por haber compuesto algunas canciones para los animes Hachigatsu no Cinderella Nine y Ballroom e Yōkoso; y haber arreglado en colaboración de Yuki Hayashi la banda sonora de My Hero Academia.

## Reseña biográfica
Nacido en 1984 en la prefectura de Oita, Japón, comenzó a tocar instrumentos de teclado a la edad de 4 años y comenzó a trabajar en jazz a la edad de 14 años. Ha trabajado en arreglos y orquestaciones bajo el Sr. Atsuro Kono, Jazz Piano de Katsuya Tamura, y Piano Clásico por Yukiko Miyazaki. Mientras estudiaba en la Universidad de Tokio, comenzó a actuar profesionalmente en lugares de jazz. Desde 2013, ha estado entrenando como asistente de Yuki Hayashi (Compositor popularmente conocido por su trabajo en la banda sonora de la adaptación del anime de My Hero Academia) y estudiando trabajo de estudio.

## Trabajo

### Anime
- Ballroom e Yokoso (2017; arreglo de 5 canciones y 1 canción compuesta)
- The Promised Neverland - Temporada 1 (2019; a cargo de la composición y el arreglo)[1]
- Hachigatsu no Cinderella Nine (2019; a cargo de la composición y el arreglo)
- The Promised Neverland - Temporada 2 (2020; a cargo de la composición y el arreglo)
- My Hero Academia (a cargo de los arreglos)

### Películas
- Pretty Cure Dream Stars!
- Monster Strike The Movie (2019; a cargo de la composición y el arreglo)

### Grabaciones

#### 2013
- Blood Lad (2013; piano)
- Diabolik Lovers en su adaptación de anime (2013; piano)
- Gundam Build Fighters (2013; piano)

#### 2014
- Soul Eater Not! (2014; piano y teclado)
- Dramatical Murder en su adaptación de anime (2014; piano y teclado)
- Gundam Build Fighters Try (2014; piano y teclado)
- Death Parade (2014; piano y teclado)